# Ghiacciaio Beowulf
Il ghiacciaio Beowulf è un ghiacciaio lungo circa 5 km situato nella regione centro-occidentale della Dipendenza di Ross, in Antartide. Il ghiacciaio, il cui punto più alto si trova a circa 1800 m s.l.m., si trova in particolare nella zona occidentale della dorsale Asgard, a nord dell'origine del ghiacciaio Rhone, dove fluisce verso nord partendo dal versante settentrional del monte Beowulf e scorrendo in una stretta valle a ovest di questo fino a unire il proprio flusso a quello del ghiacciaio Heimdall.

## Storia
Il ghiacciaio Beowulf è stato mappato dalla squadra occidentale della spedizione Terra Nova, condotta dal 1910 al 1913 e comandata dal capitano Robert Falcon Scott, ma è stato così battezzato solo nel 1983 dal Comitato neozelandese per i toponimi antartici in omaggio al leggendario eroe Beowulf, protagonista dell'omonimo poema epico anglosassone.